# Sør-Odals kommun
Sør-Odals kommun (norska: Sør-Odal kommune) är en kommun i Innlandet fylke i sydöstra Norge. Kommunens centralort är tätorten Skarnes.
Sør-Odals kommun är med i den nordiska samarbetsregionen ARKO.

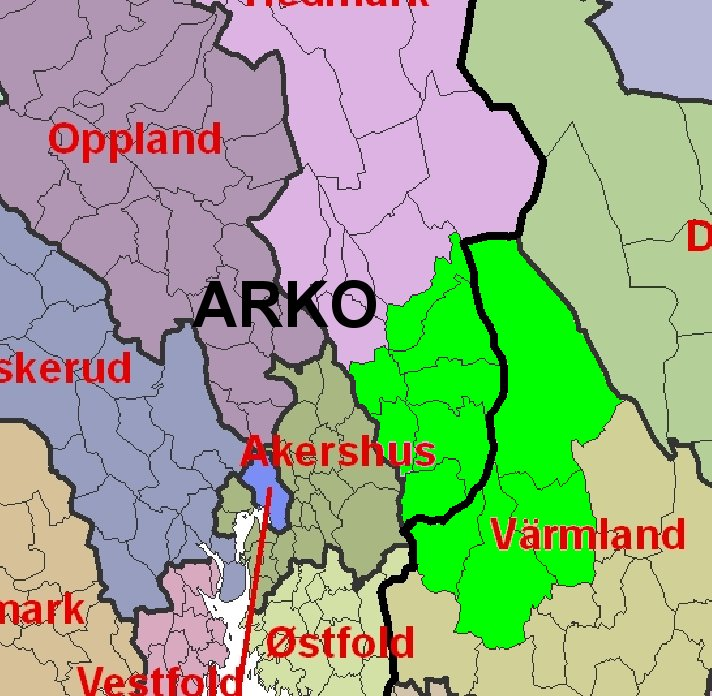
Kommuner som ingår i samarbetet ARKO.

## Administrativ historik
Sør-Odals kommun upprättades den 1 januari 1838 (som Søndre Odalen formannskapsdistrikt) när Formannskapslovene från 1837 trädde i kraft. Kommunens gränser har förblivit oförändrade sedan dess.

## Tätorter
I  Sør-Odals kommun finns tre tätorter:
- Disenå
- Sander
- Skarnes (centralort)

## Socknar
Inom Norska kyrkan är Sør-Odals kommun indelad i tre socknar:
- Oppstads socken
- Strøms socken
- Ullerns socken

Socknarna ingår i Solør, Vinger og Odals prosteri i Hamars stift.

## Kända personer
- Øystein Sunde, vissångare

## Bilder

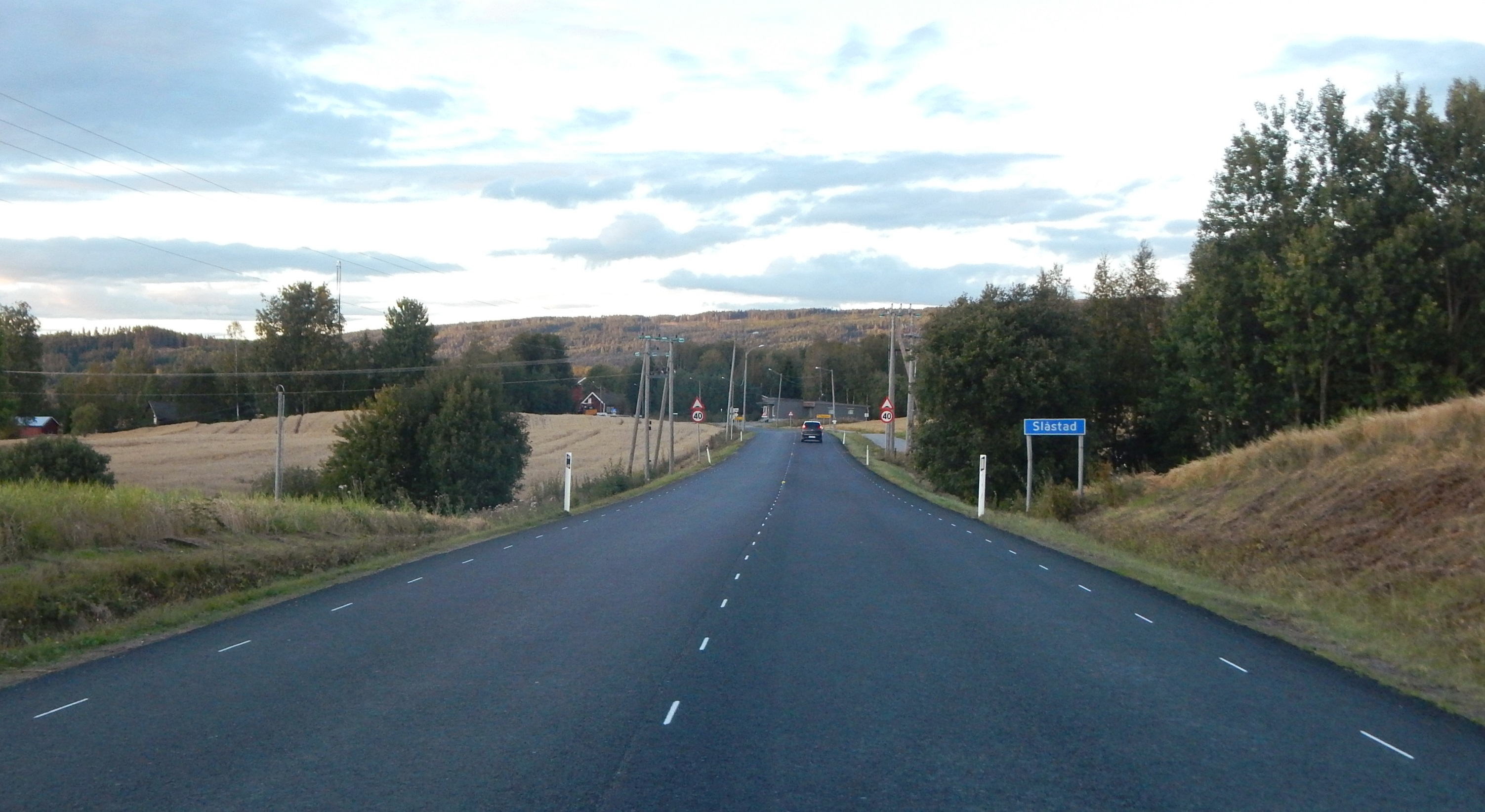
Slåstad.
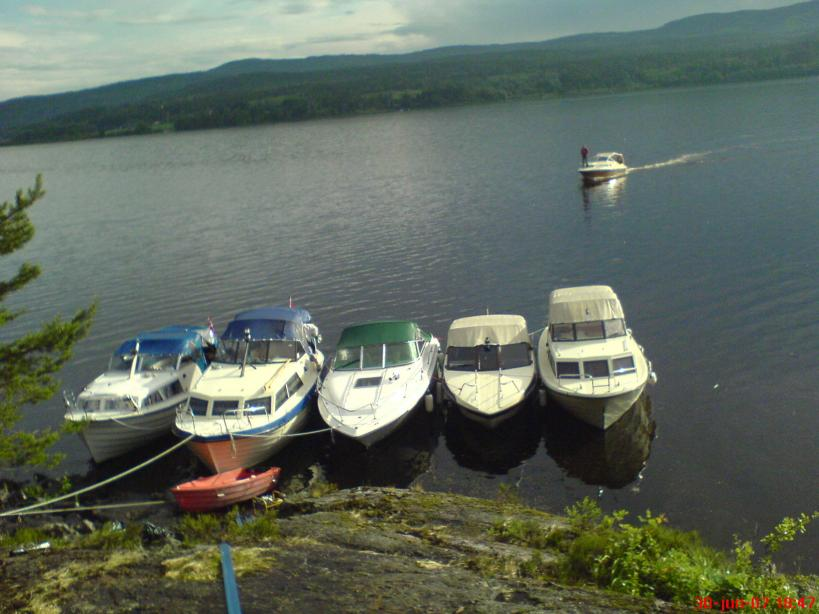
Båtar vid Rovøya i Storsjøen.